# 2016-os Iowa Corn Indy 300
A 2016-os Iowa Corn Indy 300 volt a 2016-os IndyCar Series szezon tizedik futama, egyben a harmadik, amelyen ovál pályán rendeztek. A versenyt július 10-én rendezték meg az iowai Newtonban. A versenyt az NBCSN közvetítette.

## Nevezési lista
| Csapat                         | Első versenyző | Első versenyző     | Második versenyző | Második versenyző | Harmadik versenyző | Harmadik versenyző | Negyedik versenyző | Negyedik versenyző |
| ------------------------------ | -------------- | ------------------ | ----------------- | ----------------- | ------------------ | ------------------ | ------------------ | ------------------ |
| Team Penske                    | 2              | Juan Pablo Montoya | 3                 | Hélio Castroneves | 12                 | Will Power         | 22                 | Simon Pagenaud     |
| Schmidt Peterson Motorsports   | 5              | James Hinchcliffe  | 7                 | Mihail Aljosin    |                    |                    |                    |                    |
| Chip Ganassi Racing Teams      | 8              | Max Chilton        | 9                 | Scott Dixon       | 10                 | Tony Kanaan        | 83                 | Charlie Kimball    |
| KVSH Racing                    | 11             | Sébastien Bourdais |                   |                   |                    |                    |                    |                    |
| A.J. Foyt Enterprises          | 14             | Szató Takuma       | 41                | Jack Hawksworth   |                    |                    |                    |                    |
| Rahal Letterman Lanigen Racing | 15             | Graham Rahal       |                   |                   |                    |                    |                    |                    |
| Dale Coyne Racing              | 18             | Conor Daly         | 19                | Gabby Chaves      |                    |                    |                    |                    |
| Ed Carpenter Racing            | 20             | Ed Carpenter       | 21                | Josef Newgarden   |                    |                    |                    |                    |
| Andretti Autosport             | 26             | Carlos Muñoz       | 27                | Marco Andretti    | 28                 | Ryan Hunter-Reay   |                    |                    |
| Andretti Herta Autosport       | 98             | Alexander Rossi    |                   |                   |                    |                    |                    |                    |

## Időmérő
Az időmérőt július 9-én, délután tartották. A pole-pozíciót Simon Pagenaud szerezte meg Josef Newgarden és Hélio Castroneves előtt.
| 1.                    | 22 | Simon Pagenaud     | Team Penske                    | 185,855 |
| 2.                    | 21 | Josef Newgarden    | Ed Carpenter Racing            | 185,639 |
| 3.                    | 3  | Hélio Castroneves  | Team Penske                    | 185,433 |
| 4.                    | 8  | Max Chilton        | Chip Ganassi Racing            | 185,419 |
| 5.                    | 83 | Charlie Kimball    | Chip Ganassi Racing            | 184,489 |
| 6.                    | 10 | Tony Kanaan        | Chip Ganassi Racing            | 184,430 |
| 7.                    | 20 | Ed Carpenter       | Ed Carpenter Racing            | 184,339 |
| 8.                    | 12 | Will Power         | Team Penske                    | 183,984 |
| 9.                    | 7  | Mihail Aljosin     | Schmidt Peterson Motorsports   | 182,754 |
| 10.                   | 9  | Scott Dixon        | Chip Ganassi Racing            | 182,647 |
| 11.                   | 2  | Juan Pablo Montoya | Team Penske                    | 182,641 |
| 12.                   | 15 | Graham Rahal       | Rahal Letterman Lanigan Racing | 182,253 |
| 13.                   | 14 | Szató Takuma       | A.J. Foyt Enterprises          | 181,949 |
| 14.                   | 41 | Jack Hawksworth    | A.J. Foyt Enterprises          | 181,700 |
| 15.                   | 26 | Carlos Muñoz       | Andretti Autosport             | 181,067 |
| 16.                   | 11 | Sébastien Bourdais | KVSH Racing                    | 180,925 |
| 17.                   | 98 | Alexander Rossi    | Andretti Herta Autosport       | 180,920 |
| 18.                   | 19 | Gabby Chaves       | Dale Coyne Racing              | 180,390 |
| 19.                   | 27 | Marco Andretti     | Andretti Autosport             | 180,286 |
| 20.                   | 28 | Ryan Hunter-Reay   | Andretti Autosport             | 179,903 |
| 21.                   | 18 | Conor Daly         | Dale Coyne Racing              | 179,646 |
| 22.                   | 5  | James Hinchcliffe  | Schmidt Peterson Motorsports   | 179,027 |
| HIVATALOS VÉGEREDMÉNY |    |                    |                                |         |

### Érdekességek
- A Team Penske 500. pole-pozíciója

## Rajtfelállás
| Rajtsor | Belső ív | Belső ív           | Külső ív | Külső ív           |
| ------- | -------- | ------------------ | -------- | ------------------ |
| 1.      | 22       | Simon Pagenaud     | 21       | Josef Newgarden    |
| 2.      | 3        | Hélio Castroneves  | 8        | Max Chilton        |
| 3.      | 83       | Charlie Kimball    | 10       | Tony Kanaan        |
| 4.      | 20       | Ed Carpenter       | 12       | Will Power         |
| 5.      | 7        | Mihail Aljosin     | 9        | Scott Dixon        |
| 6.      | 2        | Juan Pablo Montoya | 15       | Graham Rahal       |
| 7.      | 14       | Szató Takuma       | 41       | Jack Hawksworth    |
| 8.      | 26       | Carlos Muñoz       | 11       | Sébastien Bourdais |
| 9.      | 98       | Alexander Rossi    | 19       | Gabby Chaves       |
| 10.     | 27       | Marco Andretti     | 28       | Ryan Hunter-Reay   |
| 11.     | 18       | Conor Daly         | 5        | James Hinchcliffe  |

## Verseny
A versenyt július 10-én, délután tartották. Newgarden már az első kör után az élre állt, majd kezdett is elhúzni a mezőnyből. Csak az első boxkiállások után tudta Rossi átvenni a vezetést négy kör erejéig, mert ő több üzemanyaggal kezdte meg a futamot. Newgarden elképesztő menetelelét az is jelezte, hogy a 100. körben az amerikai pilóta Pagenaud-n kívül mindenkinek kört adott. Ezek után Castroneves és Kanaan is érkeztek második kerékcseréjükre, éppen a legrosszabb időben, mivel a 109. körben Hunter-Reay autója motorhiba miatt kiállni kényszerült. Hunter-Reay Andrettije a kettes és a hármas kanyar között lepte el olajjal a pálya felső részét, így pályára gurult a Pace Car. Miután újra indulhatott a mezőny, már Scott Dixon és Will Power is körön belül voltak az első kettőshöz, de érdemileg nem tudtak közeledni Newgardenhez. Juan Pablo Montoya a verseny első harmadában szenvedett, a másodikban viszont gyorsult, egészen a 179. körig, amikor is Hunter-Reay-hez hasonlóan motorhiba miatt volt kénytelen kiszállni. A következő sárga zászlóig a 246. körig kellett várni, ekkor a negyedik helyről rajtoló Chilton autója pördült meg a hármas kanyarban, és két defektet is kapott a csúszás során. Ez a Pace Car-os szakas ismételten rosszul jött ki Castroneves számára, aki egy körrel a baleset előtt érkezett a boxba, és immáron 2 körös hátrányba került Newgardentől. A verseny végére csak négyen maradtak körön belül az Newgardenhez képes, Pagenaud, Dixon, Power és Aljosin. Dixon megelőzte Pagenaud-t, majd Power is megelőzte a franciát. Az ausztrál a verseny végén még Dixon mellett is elment, de Newgardent már nem tudta megfogni. Az amerikai így pályafutása harmadik győzelmét aratta és feljött az összetett második helyére. A legjobb helyen a körhátrányban lévők közül Rossi ért be Kanaan, Bourdais, Hinchcliffe és Kimball előtt.
| Helyezés              | #  | Versenyző          | Csapat                         | Futott kör (Kiesés oka) | Rajthely | Élen töltött körök száma | Pont |
| --------------------- | -- | ------------------ | ------------------------------ | ----------------------- | -------- | ------------------------ | ---- |
| 1.                    | 21 | Josef Newgarden    | Ed Carpenter Racing            | 300 (1:52:16,3613)      | 2        | 282                      | 53   |
| 2.                    | 12 | Will Power         | Team Penske                    | 300                     | 8        | –                        | 40   |
| 3.                    | 9  | Scott Dixon        | Chip Ganassi Racing            | 300                     | 10       | 1                        | 36   |
| 4.                    | 22 | Simon Pagenaud     | Team Penske                    | 300                     | 1        | 11                       | 34   |
| 5.                    | 7  | Mihail Aljosin     | Schmidt Peterson Motorsports   | 300                     | 9        | –                        | 30   |
| 6.                    | 98 | Alexander Rossi    | Andretti Herta Autosport       | 299                     | 17       | 4                        | 29   |
| 7.                    | 10 | Tony Kanaan        | Chip Ganassi Racing            | 299                     | 6        | –                        | 26   |
| 8.                    | 11 | Sébastien Bourdais | KVSH Racing                    | 299                     | 16       | –                        | 24   |
| 9.                    | 5  | James Hinchcliffe  | Schmidt Peterson Motorsports   | 299                     | 22       | –                        | 22   |
| 10.                   | 83 | Charlie Kimball    | Chip Ganassi Racing            | 299                     | 5        | –                        | 20   |
| 11.                   | 14 | Szató Takuma       | A.J. Foyt Enterprises          | 298                     | 13       | –                        | 19   |
| 12.                   | 26 | Carlos Muñoz       | Andretti Autosport             | 298                     | 15       | –                        | 18   |
| 13.                   | 3  | Hélio Castroneves  | Team Penske                    | 298                     | 3        | –                        | 17   |
| 14.                   | 27 | Marco Andretti     | Andretti Autosport             | 298                     | 19       | –                        | 16   |
| 15.                   | 41 | Jack Hawksworth    | A.J. Hawksworth                | 298                     | 14       | –                        | 15   |
| 16.                   | 15 | Graham Rahal       | Rahal Letterman Lanigan Racing | 297                     | 12       | –                        | 14   |
| 17.                   | 19 | Gabby Chaves       | Dale Coyne Racing              | 293                     | 18       | –                        | 13   |
| 18.                   | 20 | Ed Carpenter       | Ed Carpenter Racing            | 284                     | 7        | –                        | 12   |
| 19.                   | 8  | Max Chilton        | Chip Ganassi Racing            | 274                     | 4        | 2                        | 12   |
| 20.                   | 2  | Juan Pablo Montoya | Team Penske                    | 179 (Motorhiba)         | 11       | –                        | 10   |
| 21.                   | 18 | Conor Daly         | Dale Coyne Racing              | 141 (Mechanika)         | 21       | –                        | 9    |
| 22.                   | 28 | Ryan Hunter-Reay   | Andretti Autosport             | 105 (Motorhiba)         | 20       | –                        | 8    |
| HIVATALOS VÉGEREDMÉNY |    |                    |                                |                         |          |                          |      |

## Statisztikák
Az élen töltött körök száma
- Josef Newgarden: 282 kör (1–49), (65–112), (114–181), (183–249), (251–300)
- Simon Pagenaud: 11 kör (50–58), (113), (182)
- Alexander Rossi: 4 kör (61–64)
- Max Chilton: 2 kör (59–60)
- Scott Dixon: 1 kör (250)

## A bajnokság élmezőnyének állása a verseny után
| Pozíció | Versenyző         | Pont |
| ------- | ----------------- | ---- |
| 1       | Simon Pagenaud    | 409  |
| 2       | Josef Newgarden   | 336  |
| 3       | Will Power        | 334  |
| 4       | Scott Dixon       | 321  |
| 5       | Hélio Castroneves | 318  |